# 斯蒂芬森縣 (伊利諾伊州)
斯蒂芬斯县（英語：Stephenson County）是美國伊利諾伊州西北部的一個縣，北鄰威斯康辛州。面積1,467平方公里。根据美國2000年人口普查，共有人口48,979人。縣治弗里波特（Freeport）。
成立於1837年3月4日。縣名紀念伊利諾伊準州國會代表本傑明·斯蒂芬斯。